# Алексули, Хайдо
Хайдо Алексули (греч. Χάιδω Αλεξούλη; род. 29 марта 1991, Лариса) — греческая легкоатлетка, специализирующаяся в прыжках в длину. Чемпионка Балкан 2017 года. Участница Олимпийских игр 2016 года. Трёхкратная чемпионка Греции (2014, 2015, 2017). Пятикратная чемпионка Греции в помещении (2015—2019).

## Биография
Её отец Яннис Алексулис — бывший футболист греческих клубов «Лариса» и «ПАОК».
Хайдо дебютировала на международной арене в 2007 году на чемпионате мира среди юношей. В 2016 году на Олимпиаде заняла 32 место в квалификации.

## Основные результаты
| Год  | Соревнования                                | Место проведения         | Место    | Результат |
| ---- | ------------------------------------------- | ------------------------ | -------- | --------- |
| 2007 | Чемпионат мира среди юношей                 | Острава, Чехия           | (кв.)    | NM        |
| 2007 | Европейский юношеский Олимпийский фестиваль | Белград, Сербия          | 12 (кв.) | 5,72 м    |
| 2016 | Чемпионат Европы                            | Амстердам, Нидерланды    | 14 (кв.) | 6,43 м    |
| 2016 | Олимпийские игры                            | Рио-де-Жанейро, Бразилия | 32 (кв.) | 6,13 м    |
| 2017 | Командный чемпионат Европы                  | Лилль, Франция           | 10       | 5,94 м    |
| 2017 | Чемпионат мира                              | Лондон, Великобритания   | 26 (кв.) | 5,94 м    |
| 2018 | Средиземноморские игры                      | Таррагона, Испания       | 8        | 6,39 м    |
| 2018 | Чемпионат Европы                            | Берлин, Германия         | 23 (кв.) | 6,21 м    |